# Sherbrooke Saint-François
Sherbrooke Saint-François byl profesionální kanadský klub ledního hokeje, který sídlil v Sherbrooke v provincii Québec. V letech 1996–2011 působil v profesionální soutěži Ligue Nord-Américaine de Hockey. Saint-François ve své poslední sezóně v LNAH skončily v základní části na třetím místě. Své domácí zápasy odehrával v hale Palais des Sports Léopold-Drolet s kapacitou 3 646 diváků. Klubové barvy byly námořnická modř, bílá a vojenská zelená.
Zanikl v roce 2011 přestěhování do Windsoru, kde byl vytvořen tým Windsor Wild. Jednalo se o dvojnásobného vítěze LNAH (sezóny 2005/06 a 2010/11).

## Historické názvy
Zdroj: 
- 1996 – Windsor Papetiers
- 2001 – Windsor Lacroix
- 2003 – Sherbrooke Saint-François

## Úspěchy
- Vítěz LNAH ( 2× )
  - 2005/06, 2010/11

## Přehled ligové účasti
Zdroj: 
- 1996–2004: Ligue de hockey semi-professionnelle du Québec
- 2004–2011: Ligue Nord-Américaine de Hockey